# Giovanni Bernasconi
Giovanni Egidio Bernasconi (Cagno, 6 dicembre 1901 – Cagno, 17 agosto 1965) è stato un progettista e astrofilo italiano.
Giovanni Bernasconi è stato un disegnatore meccanico e uno dei più famosi astrofili italiani: i campi principali dei suoi interessi astronomici sono stati le comete, le stelle variabili e le meteore. È stato anche sindaco del comune di Cagno.

## Scoperte
Bernasconi ha coscoperto due comete, la C/1942 C1 Whipple-Bernasconi-Kulin e la C/1948 L1 Honda-Bernasconi. In effetti Bernasconi ha coscoperto una terza cometa, la C/1941 K1 van Gent, ma a causa di ritardi nella comunicazione della scoperta dovuti alla Seconda guerra mondiale, quest'ultima scoperta non gli è stata riconosciuta ufficialmente perdendo così anche il diritto di dare il suo nome alla cometa.

## Riconoscimenti
- Nel 1942 gli fu assegnata la 186° medaglia Donohoe[5].
- Nel 1943 gli fu assegnata la 190° medaglia Donohoe[6].
- Nel 1949 gli fu assegnata la 233° medaglia Donohoe[7].
- Nel 1965 un'associazione di astrofili è stata intitolata a Giovanni Bernasconi ed al fratello Angelo[8].
- Nel 1997 gli è stato dedicato, unitamente al fratello Angelo, un asteroide, 7848 Bernasconi[9].

Gli è stata dedicata una strada a Cagno.